# Dipodomys nelsoni
Dipodomys nelsoni es una especie de roedor de la familia Heteromyidae.

## Distribución geográfica
Es  endémica de México.